# Krok defiladowy
Ten artykuł należy dopracować:

przedstawiono sytuację tylko z polskiej perspektywy – artykuł powinien być przekrojowy.
Pomóż go poprawić. Na stronie dyskusji mogą znajdywać się pomocne komentarze.
Krok defiladowy – element musztry.

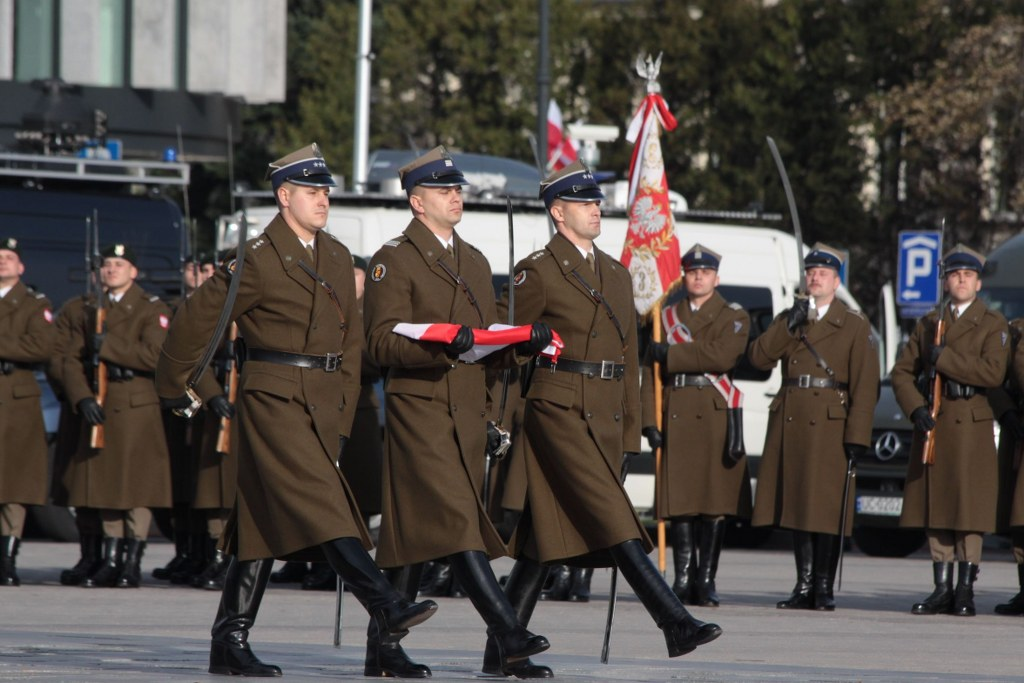
Krok defiladowy

W Wojsku Polskim krok defiladowy wykonywany jest na komendę "baczność", polega na mocnym naznaczaniu go przez "przybijanie" całą stopą ziemi. Nogi, wyprostowane w kolanach, wyrzuca się do przodu na wysokość około 10 cm i stawia ją sprężyście z lekkim przybiciem. Ręce, z zamkniętymi palcami, dochodzą z przodu na wysokość pasa, a w tył wyrzucane są swobodnie. Długość kroku - 60–80 cm. Tempo marszu - 112 - 116 kroków na minutę.